# Gábor Péter
Gábor Péter, född 14 maj 1906 i Újfehértó, död 23 januari 1993 i Budapest, var ungersk kommunistledare, spion och chef för säkerhetspolisen ÁVO/ÁVH. Péter var av judisk härkomst och föddes som Benjámin Eisenberger. 
Under mellankrigsåren ägnade han sig åt kommunistisk agitation, och efter att kortvarigt arresterats av polisen flydde han till Sovjetunionen, där han arbetade åt sovjetiska säkerhetspolisen NKVD. NKVD sände ut honom till flera europeiska länder för att utöva påtryckningar på kommunistpartier och göra dem lojala mot Moskva. Efter att sovjetstyrkor intagit Ungern 1944 återvände han till Ungern och mellan 1945 och 1956 ledde han säkerhetspolisen ÁVO. Péter anses ha utvecklat ÁVO till en stalinistisk terrororganisation som regelmässigt tillgrep tortyr för att tvinga fram falska angivelser och bekännelser.
Péter dömdes 1953 till livstids fängelse men släpptes redan 1959.